# Эшколот
Эшколот (ивр. אֶשְׁכּוֹלוֹת‎) — еврейское поселение в южной части Иудейских гор. Относится к региональному совету Хар-Хеврон. Является светским.

## Название
Название поселения можно перевести как «отростки, пуки, хвостики». Оно является отсылкой к известным виноградникам в Хевроне.

## История
Было основано Нахаль в 1982 году как военное поселение, передано гражданским в 1991. Этот процесс был непростым, всё решалось в последний момент и первым поселенцам даже пришлось некоторое время тесниться в здании военного поста, маскируя свои вещи мусорными контейнерами от спутниковой слежки и ожидая получения правительственного разрешения. В первые годы гражданское население поселения столкнулось с трудностями из-за снежных заносов и наводнений зимой, а также нападений бедуинов.

## Население
По данным Центрального статистического бюро Израиля, население на начало 2020 года составляло 577 человек.

## Экономика
Сельское хозяйство, включая выращивание винограда, пшеницы, ячменя, инжира (фиг) и оливок, а также виноделие. Многие поселенцы работают в других городах, в частности, в Беэр-Шеве.

## Инфраструктура
Имеется синагога, есть ясли и детский сад. Из Эшколот в Тене-Омарим построена новая дорога, но из-за опасений АОИ за безопасность её использования, она пока не эксплуатируется.